# Brand Imperator
Brand Imperator is een Nederlands bier van lage gisting.
Het bier wordt gebrouwen in Wijlre, bij brouwerij Brand. Het is een donkerbruin- tot roodkleurig bier met een alcoholpercentage van 6,5%. Sinds 1949 wordt dit bier gebrouwen. Origineel als bockbier, maar dan iets milder.
Brand Imperator werd na het jaar van lancering in wisselende periodes op de markt gebracht; een tijd als voorjaarsbier en een tijd als najaarsbier. De groeiende vraag naar speciaalbieren in de jaren 80 leidde ertoe dat Brand Imperator het hele jaar door op de fles verkrijgbaar was.
Tot februari 1986 was het bier op fust alleen in de herfst verkrijgbaar, toen vanuit Maastricht een protestdemonstratie werd georganiseerd om Brand Imperator het hele jaar te kunnen tappen. Onder het motto 'maak geine flater, oet de kraon d'r Imperator' werd luidkeels geprotesteerd voor en in de brouwerij in Wijlre. De directie ontving de klagers in 't Kelderke en onder het genot van een glas Brand Imperator kwam men overeen om het bier ook op fust het hele jaar door te leveren.
Brand Imperator is het oudste speciaalbier van Nederland.
Op de website van Brand staat Imperator niet meer bij het kopje 'onze bieren'; het lijkt erop dat het uit het assortiment is genomen.
Er staat echter wel vermeld dat dit bier met het omvormen van de brouwerij in Wijlre naar een experimentele microbrouwerij opnieuw geïntroduceerd wordt.

## Onderscheidingen
- In 2010 kreeg Brand Imperator twee sterren op de Superior Taste Awards.[2]

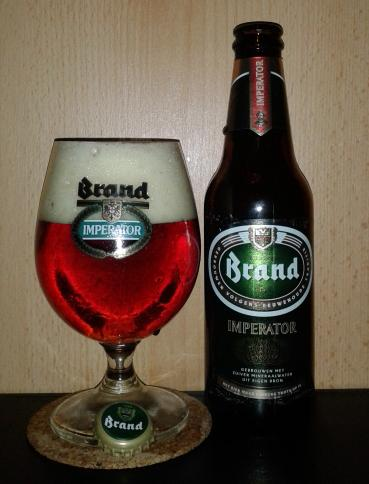
Brand Imperator in oude fles (tot 2014) en glas